# Пшаві

Мцхета-Мтіанеті на мапі Грузії

Пша́ві (груз. ფშავი) — невелика історико-географічна область у Грузії (сучасний край Мцхета-Мтіанеті), розташована на південних схилах Великого Кавказу вздовж річки Араґві нижчи річки Іорі. Пшавці (або пшавелі) розмовляють грузинським діалектом і сповідують грузинське православ'я. Їхня історія та традиції схожі до інших горян Грузії, наприклад до хевсуретинців. 
Відомий грузинський поет Лука Разікашвілі (1861-1915), відоміший під літературним іменем Важа-Пшавела (тобто "хлопець із Пшави"), народився у цій області (в селі Чарґалі).

## Галерея

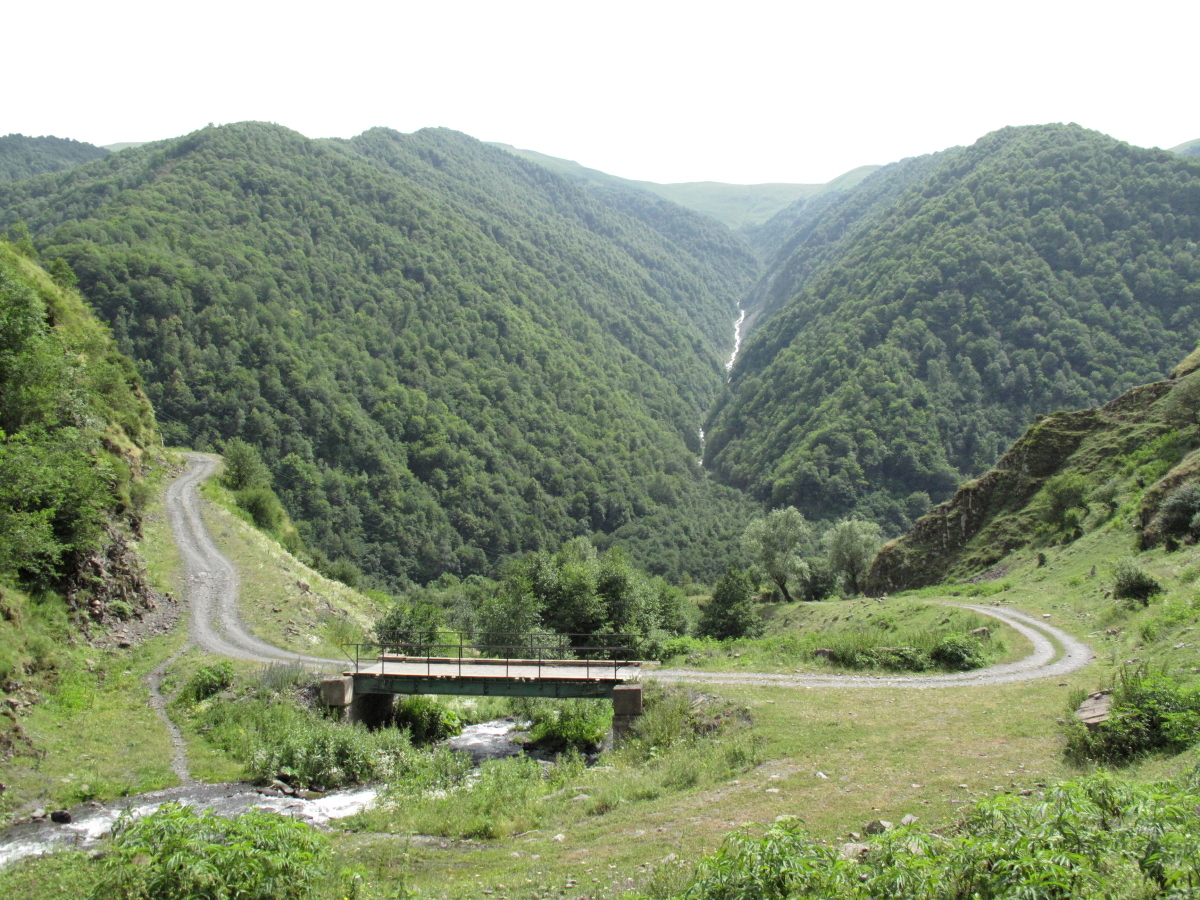
Грузинська родина
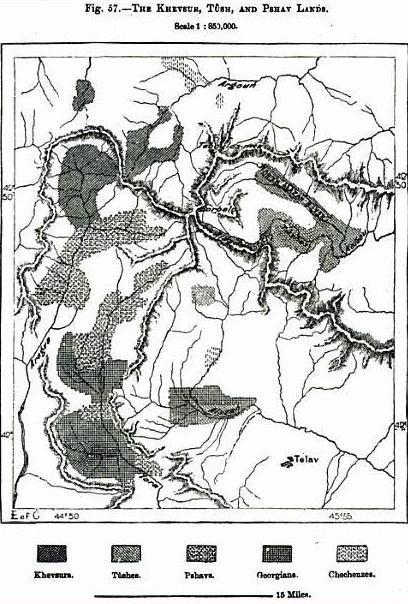
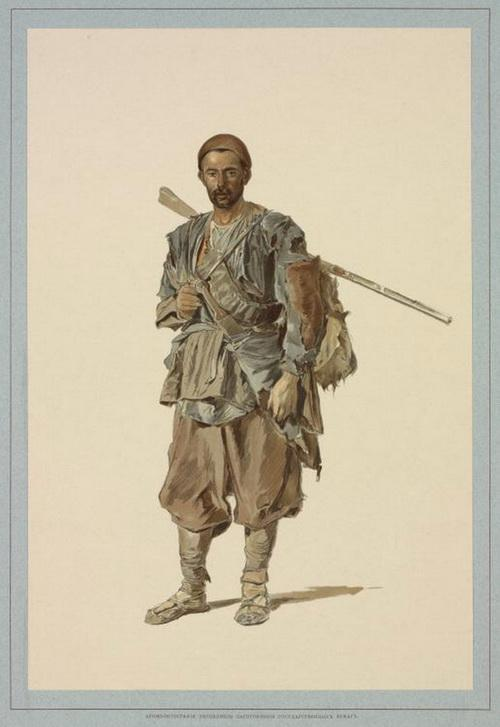
«Пшавець». Малюнок Теодора Горшельта з альбому, опублікованому в Санкт-Петербурзі 1896 року